# Thảm sát hoàng gia Nepal
Vụ thảm sát hoàng gia Nepal xảy ra vào ngày 1 tháng 6 năm 2001, tại một ngôi nhà nằm trong khuôn viên của Cung điện hoàng gia Narayanhity. Vụ án mạng được tường thuật lại rằng, thái tử Dipendra đã giết 9 thành viên trong gia tộc và sau đó tự sát. Những người bị chết bao gồm cả vua Birendra của Nepal và hoàng hậu Aishwarya. Thái tử Dipendra đã trở thành vua của Nepal theo luật định sau cái chết của vua cha, và ông cũng chết trong bệnh viện 3 ngày sau vụ thảm sát do hôn mê sâu không phục hồi. Em trai của vua Birendra là Gyanendra đã lên ngôi sau vụ thảm sát và cái chết của thái tử Dipendra.